# Дирутенийгафний
Дирутенийгафний — бинарное неорганическое соединение, интерметаллид
гафния и рутения
с формулой HfRu2,
кристаллы.

## Получение
- Сплавление стехиометрических количеств чистых веществ:

{\displaystyle {\mathsf {Hf+2Ru\ {\xrightarrow {2100^{o}C}}\ HfRu_{2}}}}

## Физические свойства
Дирутенийгафний образует кристаллы
гексагональной сингонии, пространственная группа P 63/mmc, параметры ячейки a = 0,5267 нм, c = 0,8723 нм, Z = 4,
структура типа дицинкмагния MgZn2 (фаза Лавеса)
.
Соединение образуется по перитектической реакции при температуре ≈2100 °C.